# Titan:Saphir-Laser

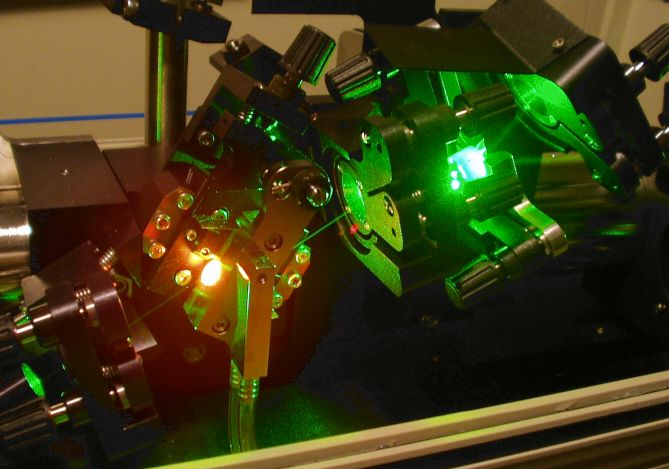
Teil eines Titan:Saphir-Lasers. Der Titan:Saphir-Kristall ist das hellrot leuchtende Objekt in der linken Bildhälfte. Das grüne Licht ist vom Pumplaser

Der Titan:Saphir-Laser, auch Ti3+:Al2O3-Laser oder Ti:Saphir-Laser oder kurz Ti:Sa-Laser, ist ein Festkörperlaser, der als optisch aktives Medium die Fluoreszenz von Titan-Ionen benutzt, die als Dotierung in einem Korund (Al2O3)-Kristall vorliegen (siehe auch Titan:Saphir).
1982 zum ersten Mal von Peter Moulton beschrieben und 1986 technologisch eingeführt ersetzte er sehr schnell die Farbstofflaser. Er dominiert heute die Bereiche für durchstimmbare Laser und die Generierung ultrakurzer Laserpulse.
Obwohl es auch Titan:Saphir-Laser gibt, die im Dauerstrichbetrieb arbeiten, liegt seine Bedeutung in der Bauweise als Femtosekundenlaser. Durch eine optische Eigenschaft des Saphirkristalls beginnt der Ti:Sa bei leicht zu realisierenden Anforderungen an Fluoreszenzleistung und Laserresonator selbständig Lichtpulse mit einer Dauer von etwa 100 fs zu generieren. Der relativ einfache Aufbau, leichte Justage und günstige Preis machen den Titan:Saphir-Laser zum mit Abstand verbreitetsten Femtosekundenlaser mit weitem Einsatzgebiet in der Grundlagenforschung und in Anwendungen wie der Lasermedizin.

## Eigenschaften
Der Ti:Sa-Laser ist ein durchstimmbarer Laser, dabei ist die Wellenlänge über einen weiten Bereich einstellbar. Dies ist möglich, weil es im Ti:Sa-Kristall mehrere mögliche Laserübergänge gibt, hier handelt es sich um unterschiedliche Schwingungszustände der Atome.
Der Ti:Sa-Kristall zeigt eine sehr breite Fluoreszenzbande von 670–1070 nm bei einem Maximum der Intensität um 800 nm. Durch ein dispersives Element im Resonator wird davon eine Wellenlänge ausgewählt und verstärkt.
Der Absorptionsbereich des Kristalls liegt bei etwa 370–670 nm, mit einem Maximum bei etwa 500 nm. Dazu werden die
Titan:Saphir-Laser von einem zweiten Laser optisch gepumpt. Meist wird ein grüner Dauerstrichlaser, in der Regel ein frequenzverdoppelter Nd:YAG-Laser (532 nm), seltener ein grüner Ar+-Laser (514,5 nm) oder ein Nd:YVO4-Laser (527–532 nm) eingesetzt. Bei einer Pumpleistung von 5 bis 10 W wird beim Ti:Sa-Laser eine Lichtleistung von 500 mW erzielt.
Bei modengekoppelten Ti:Sa-Lasern liegt die typische Pulsdauer zwischen 100 und 200 fs. Mit aufwendigen Resonatoren lassen sich Pulsdauern bis herunter zu 4 fs erzielen. Dies entspricht weniger als drei Schwingperioden der Lichtwelle. Typische Pulswiederholraten liegen bei 80–100 MHz mit Pulsenergien im Nanojoule-Bereich.
Bei dem Laser Hercules des Center for Ultrafast Optical Science (CUOS) der University of Michigan, einem der leistungsstärksten Laser der Welt, hat der Laserpuls eine Dauer von etwa 30 fs.

## Modenkopplung

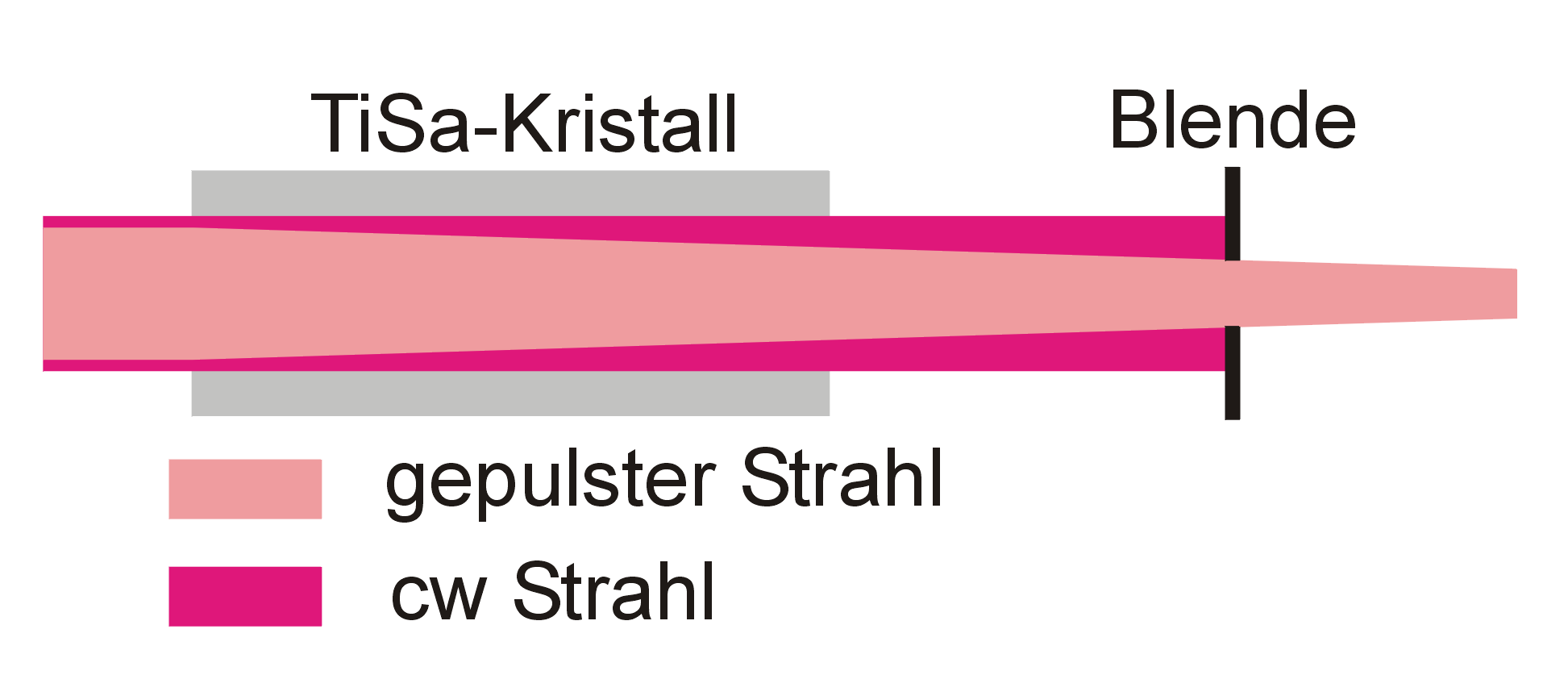
Prinzip der Kerr-Linsen Modenkopplung mittels fester Blende im Titan:Saphir-Laser.

Typischerweise wird für den Pulsbetrieb in Titan:Saphir-Lasern das Prinzip der sogenannten Modenkopplung eingesetzt. Bei einem normalen Laser entsteht zwischen den beiden Endspiegeln des Resonators eine stehende Welle, so dass man einen kontinuierlichen Laserstrahl erhält (cw-Laser). Bei modengekoppelten Lasern hingegen läuft ein Lichtpuls zwischen den Endspiegeln hin und her.
Beim Ti:Sa ist die Modenkopplung über den elektrooptischen Kerr-Effekt realisiert. Bei hohen Intensitäten macht sich die Abhängigkeit des Brechungsindex von der elektrischen Feldstärke bemerkbar, es bildet sich eine Kerr-Linse aus, was zu einer Selbstfokussierung des Laserstrahls im Laserkristall führt. Gepulstes Licht, das eine hohe Leistung hat (im Bild hellrot), wird stärker fokussiert als cw-Licht (im Bild dunkelrot). Eine einfache Lochblende im Resonator ermöglicht so eine Unterdrückung des kontinuierlichen Betriebes, da der unfokussierte cw-Strahl stärkere Verluste erfahren würde als der durch den Kerr-Effekt fokussierte. Der gepulste Zustand wird also energetisch begünstigt und somit stabilisiert. Beim beschriebenen Verfahren wird auch eine hard aperture verwendet. Möchte man im Strahlengang keine Lochblende platzieren, so lässt sich auch eine soft aperture realisieren, hierbei wird durch den Strahldurchmesser des Pumplasers bevorzugt der mittlere Bereich des Ti:Sa Strahls und damit der stärker fokussierte Puls gepumpt.

## Anwendungen
Seine enorme Bandbreite macht den Laser sehr interessant für die zeitaufgelöste Spektroskopie, zum Beispiel bei der Analyse chemischer Reaktionen oder biologischer Vorgänge mit Hilfe von Zwei-Photonen-Mikroskopie. Eine Weiterentwicklung findet seinen Einsatz in der THz-Spektroskopie. Daneben wird er, wie schon beschrieben, als Kurzpulslaser eingesetzt, um selbst als Pumplaser für größere Lasersysteme zu dienen. In der Halbleiterindustrie wird er zur Qualitätssicherung in der Schichtdickenmessung verwendet. Verstärkte Ti:Sa-Laser werden zunehmend in der Materialbearbeitung angewandt, da durch die schnelle Absorption Material abgetragen werden kann, ehe Wärme in das umliegende Werkstück eindringt. Auch in der Medizintechnik (z. B. bei Korrekturen von Fehlsichtigkeiten) finden diese Laser zunehmend Verwendung.